# ملك سانت لوسيا
نظام ملكية سانت لوسيا هو نظام حكم يكون فيه الملك الوراثي هو صاحب السيادة ورئيس الدولة لسانت لوسيا. الملك الحالي ورئيس الدولة، منذ 8 سبتمبر 2022، هو الملك تشارلز الثالث. بصفته السيادية، فهو التجسيد الشخصي لتاج سانت لوسيا. على الرغم من أن شخص الملك مشترك بالتساوي مع 14 دولة أخرى مستقلة داخل عالم الكومنولث، إلا أن ملكية كل دولة منفصلة ومتميزة قانونيًا. نتيجة لذلك، يُطلق على الملك الحالي رسميًا لقب "ملك سانت لوسيا"، وفي هذه الصفة، يقوم هو وأفراد آخرون من العائلة المالكة بوظائف عامة وخاصة محليًا ودوليًا كممثلين لدولة سانت لوسيا. ومع ذلك، فإن الملك هو العضو الوحيد في العائلة المالكة الذي لديه أي دور دستوري.
تتركز جميع السلطة التنفيذية في الملك، ويُطلب الموافقة الملكية لكي يسن برلمان سانت لوسيا القوانين ولكي تكون براءات الاختراع وأوامر المجلس ذات تأثير قانوني. يتم ممارسة معظم الصلاحيات من قبل الأعضاء المنتخبين في البرلمان، ووزراء التاج الذين يتم اختيارهم بشكل عام من بينهم، والقضاة وقضاة الصلح. أما الصلاحيات الأخرى الممنوحة للملك، مثل عزل رئيس الوزراء، فهي مهمة ولكنها تُعتبر فقط صلاحيات احتياطية وجزءًا أمنيًا مهمًا من دور الملكية.
تعمل الملكية اليوم بشكل أساسي كضامن للحكم المستقر والمستمر وكحماية غير حزبية ضد إساءة استخدام السلطة. في حين أن بعض الصلاحيات لا يمكن ممارستها إلا من قبل الملك، فإن معظم الواجبات التشغيلية والاحتفالية للملك يتم تنفيذها من قبل ممثله، وهو الحاكم العام لسانت لوسيا.

## الأصول

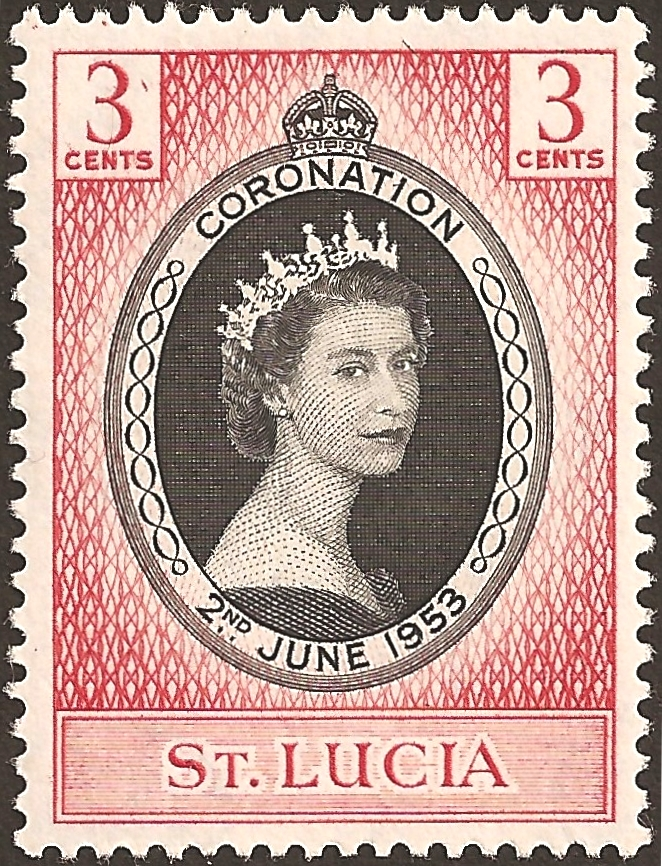
طابع تتويج، 1953

كان الفرنسيون أول الأوروبيين الذين استقروا في الجزيرة. وقعوا معاهدة مع سكان الكاريبيون الأصليون في عام 1660. استولت إنجلترا على الجزيرة من 1663 إلى 1667. وفي السنوات التالية، خاضت الحرب مع فرنسا أربع عشرة مرة، وتغير حكم الجزيرة بشكل متكرر. تم التنازل عن سانت لوسيا أخيرًا لبريطانيا في عام 1814 بموجب معاهدة باريس، وبعد ذلك أصبحت مستعمرة تابعة للتاج البريطاني. خلال الفترة من 1838 إلى 1885، تم إدارتها مع جزر مجموعة ويندوارد الأخرى من قبل حاكم باربادوس. تم الحصول على حكومة تمثيلية بموجب دستور عام 1924.
بعد محاولة الاتحاد مع مستعمرات أخرى في جزر الهند الغربية في عام 1958، استمرت سانت لوسيا كمستعمرة تتمتع بالحكم الذاتي، ثم اتخذت وضعية ارتباط مع المملكة المتحدة في 1 مارس 1967. حصلت سانت لوسيا على الاستقلال الكامل في 22 فبراير 1979، كعالم مستقل داخل الكومنولث، مع الملكة إليزابيث الثانية كرئيسة للدولة وملكة لسانت لوسيا.
مثلت الأميرة ألكسندرا الملكة في احتفالات الاستقلال في عام 1979. وافتتحت أول جلسة للبرلمان الجديد في 22 فبراير، نيابة عن الملكة.

## تاج سانت لوسيا وجوانبه
سانت لوسيا هي واحدة من خمس عشرة دولة مستقلة، تُعرف باسم عوالم الكومنولث، والتي تشارك سيادتها مع ممالك أخرى في دول الكومنولث، حيث أن علاقة الملك بسانت لوسيا مستقلة تمامًا عن موقعه كملك لأي عالم آخر. على الرغم من مشاركة نفس الشخص كملك لها، فإن كل عالم من عوالم الكومنولث — بما في ذلك سانت لوسيا — يتمتع بالسيادة والاستقلال عن الآخرين. يمثل الملك نائب — الحاكم العام لسانت لوسيا — في البلاد.
منذ استقلال سانت لوسيا في عام 1979، كان للتاج الوطني المشترك والمنفصل طابع مشترك ومنفصل، ودور الملك كملك لسانت لوسيا متميز عن موقعه كملك لأي عالم آخر، بما في ذلك المملكة المتحدة. وبالتالي، توقفت الملكية عن أن تكون مؤسسة بريطانية حصرية وأصبحت في سانت لوسيا مؤسسة سانت لوسية أو "محلية".
يتم توضيح هذا الانقسام بعدة طرق: على سبيل المثال، يحمل الملك لقبًا فريدًا لسانت لوسيا، وعندما يعمل علنًا كممثل لسانت لوسيا، يستخدم، حيثما أمكن، رموز سانت لوسيا، بما في ذلك العلم الوطني للبلاد، والرموز الملكية الفريدة، وما شابه ذلك. أيضًا، يمكن فقط لوزراء حكومة سانت لوسيا تقديم المشورة للملك بشأن أمور البلاد.
في سانت لوسيا، يُشار إلى الشخصية القانونية للدولة باسم "التاج باسم سانت لوسيا".

### اللقب
في سانت لوسيا، اللقب الرسمي للملك هو: تشارلز الثالث، بنعمة الله، ملك سانت لوسيا وعوالمه وأقاليمه الأخرى، رئيس الكومنولث.
يعبر هذا الأسلوب عن وضع سانت لوسيا كمملكة مستقلة، مع إبراز دور الملك بشكل خاص كسيادة لسانت لوسيا، بالإضافة إلى الجانب المشترك للتاج في جميع العوالم. عادةً ما يُطلق على الملك لقب "ملك سانت لوسيا"، ويتم مخاطبته بهذا اللقب عندما يكون في سانت لوسيا، أو عند أداء واجبات نيابة عن سانت لوسيا في الخارج.

### الخلافة

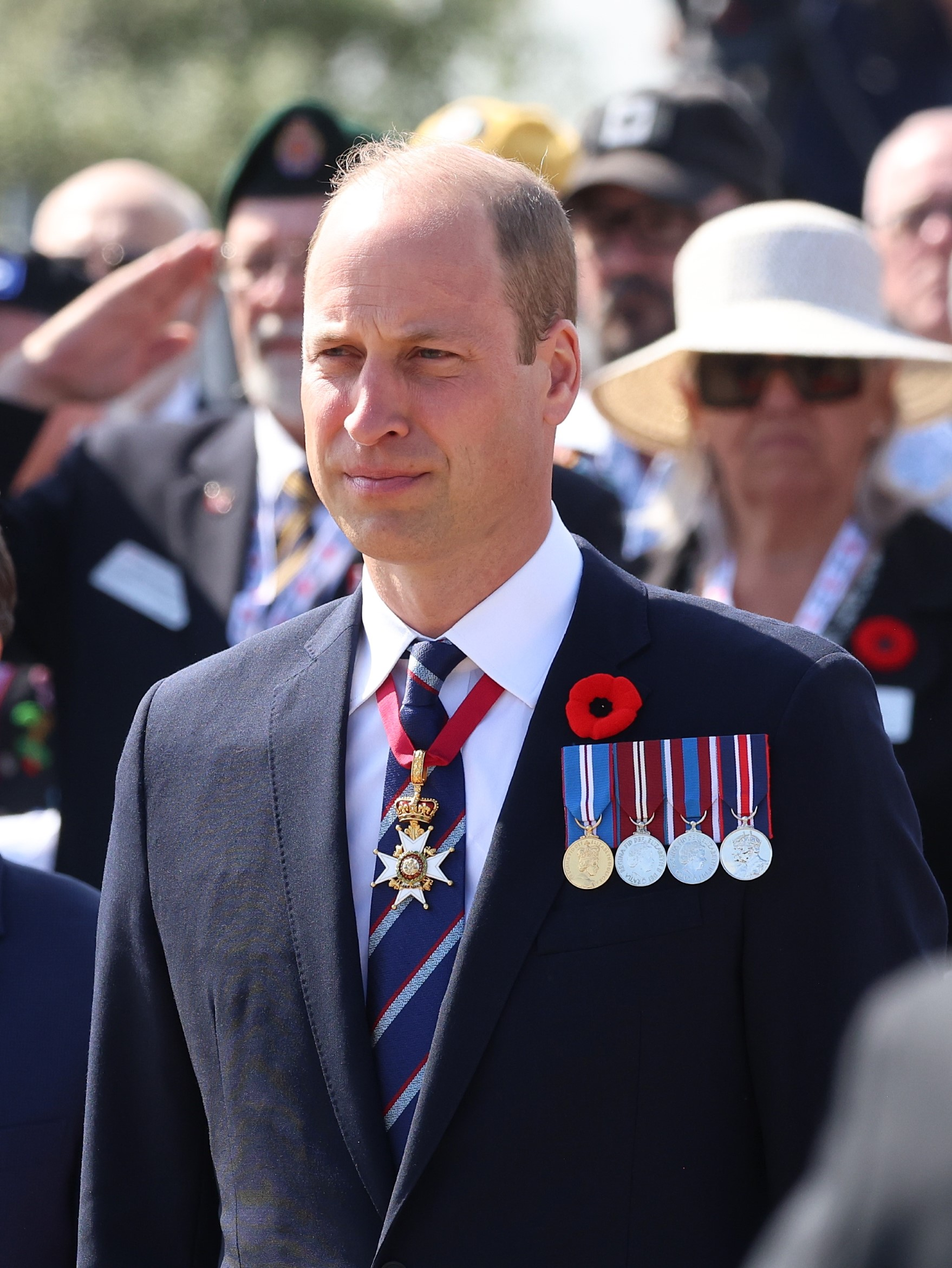
الأمير ويليام، أمير ويلز، هو الوريث الحالي لعرش سانت لوسيا

مثل بعض العوالم، تتبع سانت لوسيا قانون المملكة المتحدة لتحديد خط الخلافة.
تتم الخلافة وفقًا لنظام البكورة المطلقة الذي يحكمه أحكام قانون خلافة التاج 2013، بالإضافة إلى قانون التسوية 1701، وقانون الحقوق 1689. يحدد هذا التشريع الخلافة لأحفاد صوفيا، ناخبة هانوفر الشرعيين (أي غير المتبنين)، ويشترط أن لا يكون الملك كاثوليكيًا، وأن يكون في شركة مع كنيسة إنجلترا عند صعوده إلى العرش. على الرغم من أن هذه القوانين الدستورية، كما تنطبق على سانت لوسيا، لا تزال تحت سيطرة البرلمان البريطاني، إلا أن المملكة المتحدة وسانت لوسيا لا يمكنهما تغيير قواعد الخلافة دون موافقة بالإجماع من العوالم الأخرى، ما لم يتركا بشكل صريح علاقة الملكية المشتركة؛ وهو وضع ينطبق بشكل مماثل في جميع العوالم الأخرى، وقد شُبّه بمعاهدة بين هذه الدول.

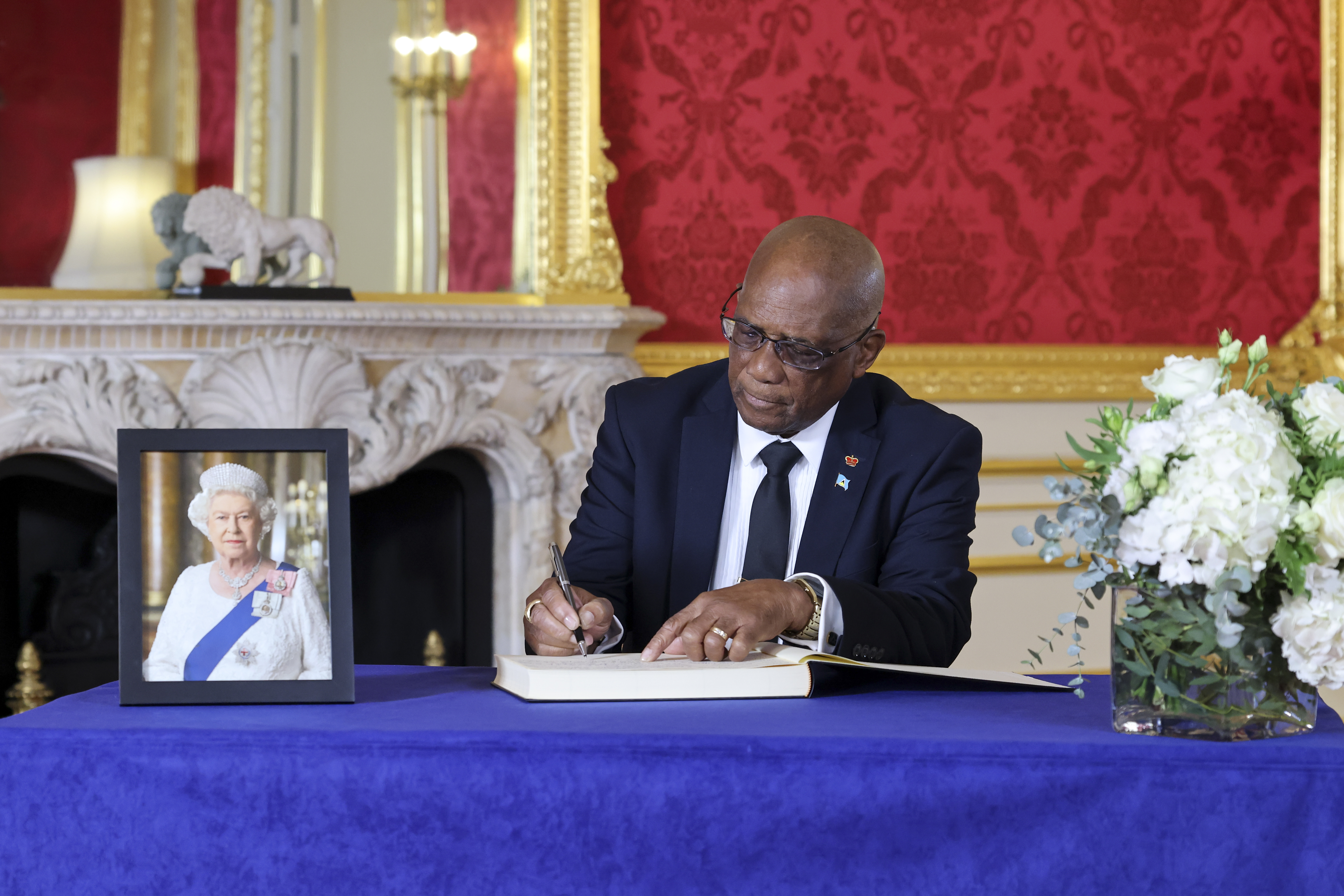
الحاكم العام بالإنابة إيرول تشارلز يوقع كتاب التعازي في ذكرى الملكة إليزابيث الثانية في لانكستر هاوس، 17 سبتمبر 2022

عند وفاة الملك (وفاة أو تنازل الملك)، من المعتاد أن يتم إعلان انضمام الملك الجديد من قبل الحاكم العام في العاصمة، كاستريز، بعد الانضمام. بغض النظر عن أي إعلانات، فإن وريث الملك المتوفى يخلفه تلقائيًا على الفور، دون الحاجة إلى تأكيد أو مراسم إضافية. كما يتم اتباع فترة حداد مناسبة، يتم خلالها تنكيس الأعلام في جميع أنحاء البلاد لتكريم الملك المتوفى.

## الدور الدستوري
يتكون دستور سانت لوسيا من مجموعة متنوعة من القوانين والاتفاقيات التي تمنح سانت لوسيا نظام حكم برلماني تحت نظام ملكية دستورية، حيث يكون دور الملك والحاكم العام قانونيًا وعمليًا، ولكن ليس سياسيًا. يُنظر إلى التاج على أنه كيان قانوني، حيث تشارك عدة أجزاء في سلطة الكل، مع الملك كالشخص في مركز البناء الدستوري، مما يعني أن جميع سلطات الدولة مودعة دستوريًا في الملك. وبالتالي، يُشار إلى حكومة سانت لوسيا رسميًا باسم حكومة جلالة الملك لسانت لوسيا.
يتم تنفيذ معظم واجبات الملك المحلية من قبل الحاكم العام، الذي يعينه الملك بناءً على نصيحة رئيس وزراء سانت لوسيا.
تعمل جميع مؤسسات الحكومة تحت سلطة الملك؛ تُعرف الصلاحيات الواسعة التي تنتمي إلى تاج سانت لوسيا مجتمعة باسم الامتياز الملكي. لا يتطلب تنفيذ الامتياز الملكي موافقة برلمانية؛ علاوة على ذلك، يجب الحصول على موافقة التاج قبل أن تتمكن أي من غرفتي البرلمان من مناقشة مشروع قانون يؤثر على امتيازات أو مصالح الملك.

### السلطة التنفيذية

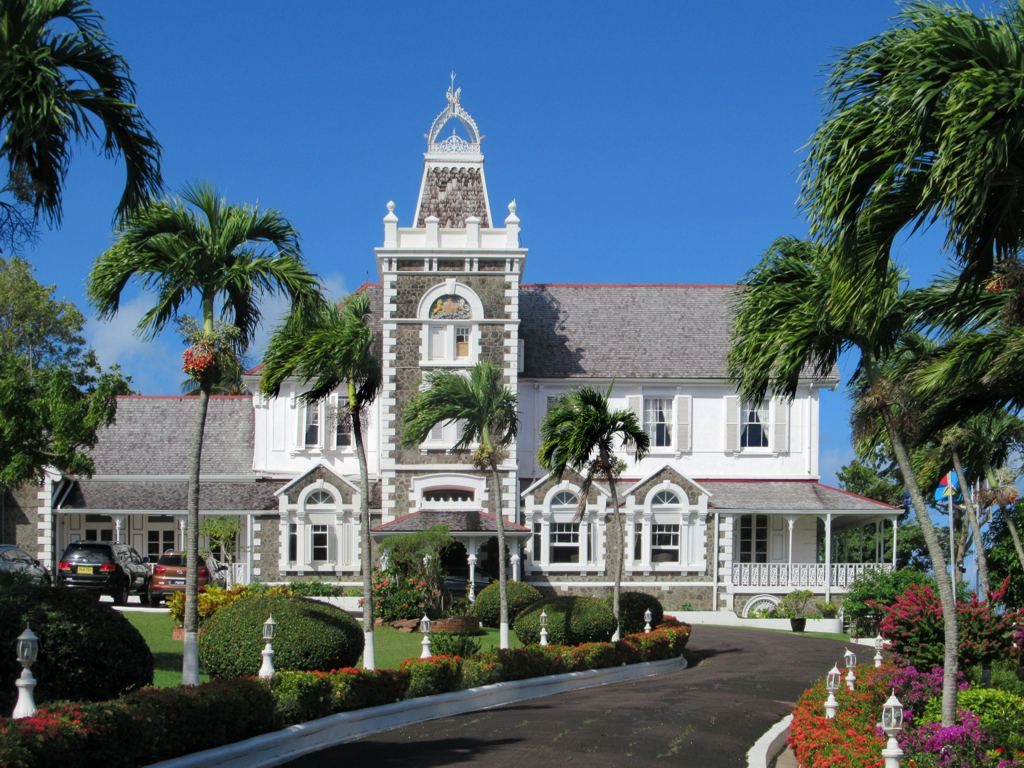
دار الحكومة، كاستريز، المقر الرسمي للحاكم العام لسانت لوسيا

إحدى المهام الرئيسية للتاج هي تعيين رئيس الوزراء، الذي يرأس بعد ذلك مجلس الوزراء ويقدم النصيحة للملك أو الحاكم العام حول كيفية ممارسة سلطاته التنفيذية على جميع جوانب عمليات الحكومة والشؤون الخارجية. دور الملك، وبالتالي دور الحاكم العام، هو رمزي وثقافي بالكامل تقريبًا، حيث يعمل كرمز للسلطة القانونية التي تعمل بموجبها جميع الحكومات والوكالات، بينما يوجه مجلس الوزراء استخدام الامتياز الملكي، والذي يشمل امتياز إعلان الحرب، والحفاظ على سلام الملك، وكذلك استدعاء البرلمان وإغلاقه والدعوة إلى الانتخابات. ومع ذلك، من المهم ملاحظة أن الامتياز الملكي ينتمي إلى التاج وليس إلى أي من الوزراء، على الرغم من أنه قد يبدو أحيانًا بهذه الطريقة، ويسمح الدستور للحاكم العام باستخدام هذه الصلاحيات بشكل أحادي فيما يتعلق بعزل رئيس الوزراء، وحل البرلمان، وإقالة قاض في حالات استثنائية من أزمة دستورية.
هناك أيضًا بعض الواجبات التي يؤديها الملك بشكل خاص، مثل تعيين الحاكم العام.
يقوم الحاكم العام، للحفاظ على استقرار حكومة سانت لوسيا، بتعيين رئيس الوزراء كالشخص الأكثر احتمالًا للحفاظ على دعم مجلس نواب سانت لوسيا. بالإضافة إلى ذلك، يعين الحاكم العام وزراء آخرين، بتوجيه من رئيس الوزراء. يتم إبلاغ الملك من قبل نائبه بقبول استقالة رئيس الوزراء وتنصيب رئيس وزراء جديد وأعضاء آخرين في الوزارة، ويظل على اطلاع كامل من خلال الاتصالات المنتظمة من وزرائه في سانت لوسيا.

### الشؤون الخارجية

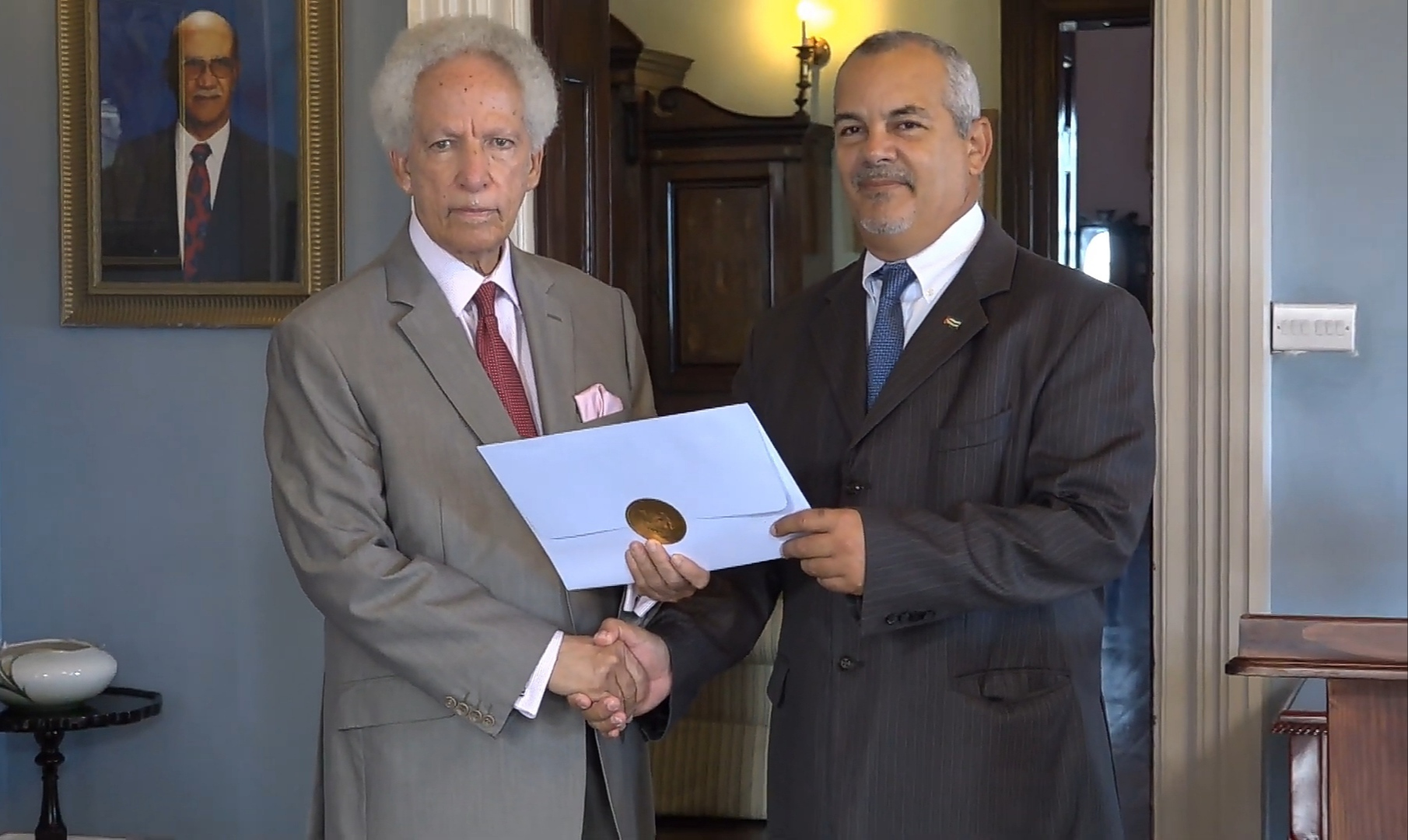
الحاكم العام السير نيفيل سيناك يتسلم أوراق اعتماد السفير الكوبي أليخاندرو سيمانكاس مارين، 2019

يمتد الامتياز الملكي أيضًا إلى الشؤون الخارجية: حيث يصادق الحاكم العام على المعاهدات والتحالفات والاتفاقيات الدولية. كما هو الحال مع الاستخدامات الأخرى للامتياز الملكي، لا يلزم الحصول على موافقة برلمانية. ومع ذلك، لا يمكن للمعاهدة تغيير القوانين المحلية لسانت لوسيا؛ في مثل هذه الحالات، يلزم قانون برلماني. يقوم الملك، وبالتالي الحاكم العام، أيضًا باعتماد المفوضين السامين وسفراء سانت لوسيا، ويستقبل الدبلوماسيين من الدول الأجنبية.
في السياسة الخارجية، يعمل الملك فقط بناءً على نصيحة حكومة العالم المعنية، مما قد يؤدي أحيانًا إلى تناقضات في الاعتراف الدبلوماسي. على سبيل المثال، في عام 2022، قامت إليزابيث الثانية كملكة لسانت لوسيا باعتماد سفير جديد لسانت لوسيا إلى "صاحب السعادة نيكولاس مادورو، رئيس جمهورية فنزويلا البوليفارية"، بينما اعترفت هي كملكة المملكة المتحدة بـخوان غوايدو كرئيس لدولة فنزويلا.
بالإضافة إلى ذلك، فإن إصدار جوازات السفر يقع تحت الامتياز الملكي، وبالتالي يتم إصدار جميع جوازات سفر سانت لوسيا باسم الملك.

### البرلمان

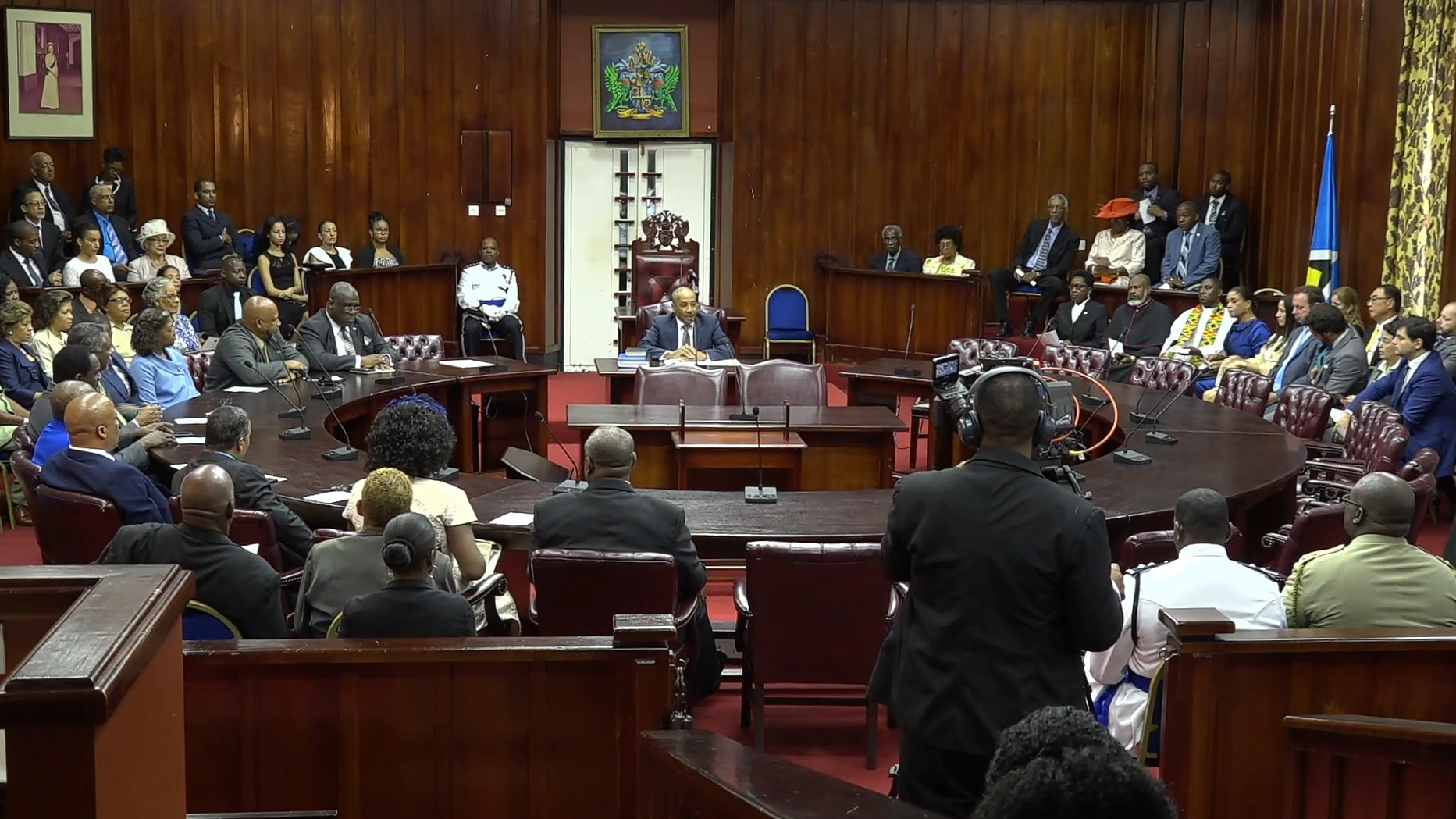
صورة الملكة (أعلى اليسار) في قاعات البرلمان، 2018

يعتبر الملك، إلى جانب مجلس الشيوخ ومجلس النواب، أحد المكونات الثلاثة لبرلمان سانت لوسيا.
ومع ذلك، لا يشارك الملك في العملية التشريعية؛ بل يشارك الحاكم العام فقط في منح الموافقة الملكية. بالإضافة إلى ذلك، ينص الدستور على أن الحاكم العام وحده مسؤول عن تعيين أعضاء مجلس الشيوخ. يجب على الحاكم العام تعيين ستة أعضاء في مجلس الشيوخ بناءً على نصيحة رئيس الوزراء، وثلاثة أعضاء بناءً على نصيحة زعيم المعارضة، وعضوين حسب تقديره الشخصي. بالإضافة إلى ذلك، يقوم الحاكم العام باستدعاء البرلمان وإغلاقه وحله؛ بعد الحل، يتم عادةً إصدار أوامر الانتخابات العامة من قبل الحاكم العام في دار الحكومة، كاستريز.
يتميز افتتاح الدورة البرلمانية الجديدة بقراءة خطاب العرش من قبل الملك أو الحاكم العام. يتزامن افتتاح جلسة البرلمان مع تعهد أعضاء مجلس النواب ومجلس الشيوخ بالولاء والولاء للملك.
يتم سن جميع القوانين في سانت لوسيا فقط بمنح الحاكم العام الموافقة الملكية باسم الملك. وبالتالي، تبدأ مشاريع القوانين بعبارة: "ليتم سنه من قبل جلالة الملك، بناءً على نصيحة وموافقة مجلس النواب ومجلس الشيوخ في سانت لوسيا، وبسلطة نفس المجلس، على النحو التالي". تتطلب الموافقة الملكية والإعلان لجميع القوانين البرلمانية، والتي يتم عادةً منحها أو حجبها من قبل الحاكم العام، باستخدام الختم العام لسانت لوسيا.

### المحاكم
يعتبر الملك "منبع العدالة"، وهو مسؤول عن تحقيق العدالة لجميع الرعايا. لا يحكم الملك شخصيًا في القضايا القضائية؛ بدلاً من ذلك، يتم أداء الوظائف القضائية باسمه أو اسمها. في سانت لوسيا، تعتبر الجرائم الجنائية قانونيًا جرائم ضد الملك، ويتم تقديم الإجراءات للجرائم الجنائية باسم الملك في شكل الملك [أو الملكة] ضد [الاسم]. وبالتالي، ينص القانون العام على أن الملك "لا يمكن أن يخطئ"؛ لا يمكن محاكمة الملك في محاكمه الخاصة بتهم جنائية.
يمكن للحاكم العام، نيابة عن ملك سانت لوسيا، أيضًا منح الحصانة من الملاحقة القضائية، وممارسة الامتياز الملكي للعفو، والعفو عن الجرائم ضد التاج، سواء قبل المحاكمة أو أثناءها أو بعدها. يتم وصف ممارسة "امتياز العفو" لمنح العفو وتخفيف الأحكام بالسجن في القسم 74 من الدستور.

## الدور الثقافي

### التاج والأوسمة

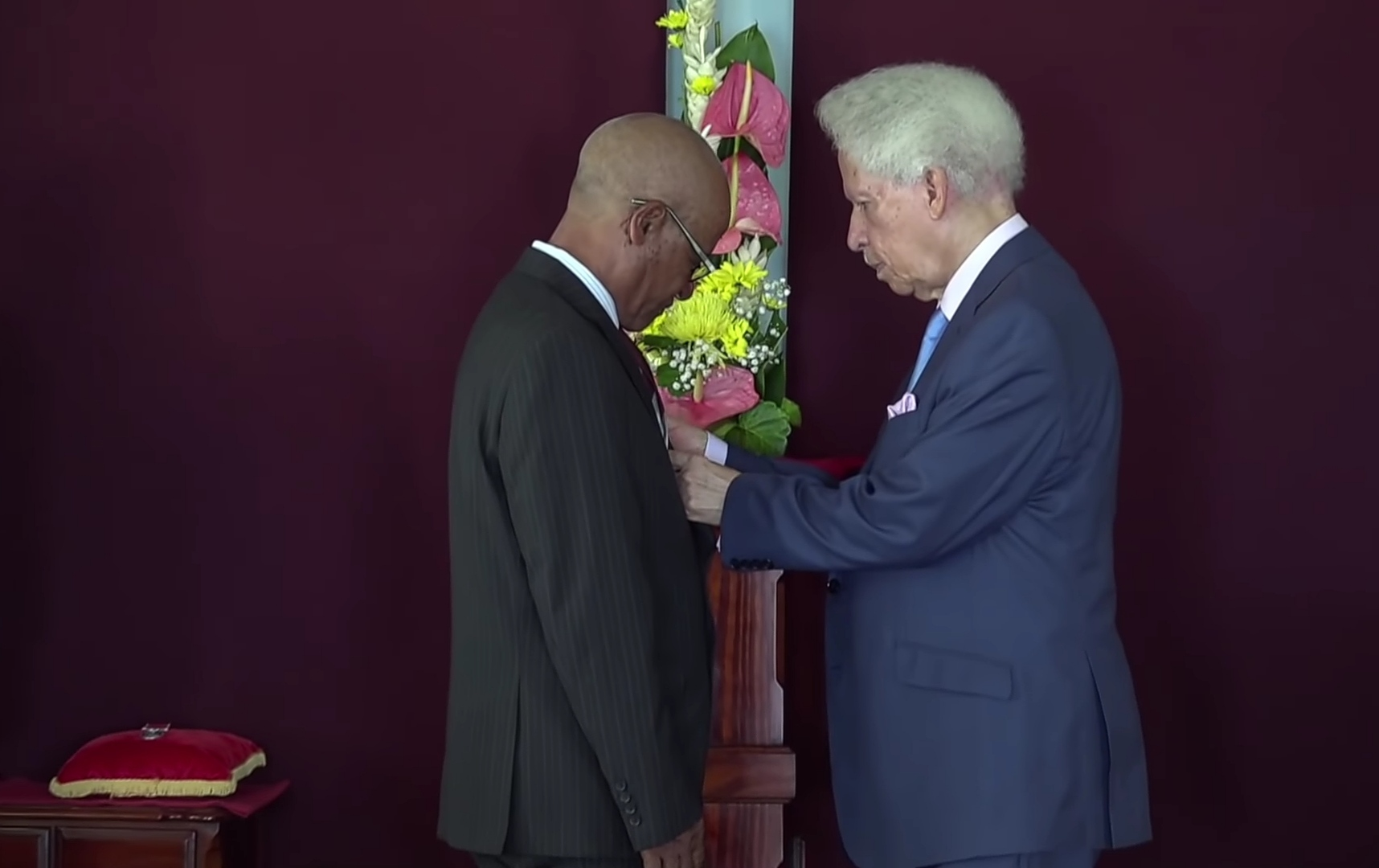
حفل منح أوسمة عيد ميلاد الملكة، 2018

في عوالم الكومنولث، يُعتبر الملك منبع الشرف. وبالمثل، يمنح الملك، كسيادة لسانت لوسيا، الأوسمة والتكريمات في سانت لوسيا باسمه. غالبًا ما يتم منح معظمها بناءً على نصيحة "وزراء جلالة الملك في سانت لوسيا".
تم إنشاء وسام سانت لوسيا، وهو وسام الفروسية الخاص بسانت لوسيا، في 13 ديسمبر 1986 بموجب أمر من ملكة سانت لوسيا تحت توقيع ملكي. يعتبر ملك سانت لوسيا السيادة للوسام، بينما يعمل الحاكم العام كمستشار. في عام 2016، ولأول مرة في تاريخ الوسام، وافقت الملكة على منح ألقاب الفروسية ودامهود ضمن وسام سانت لوسيا.

### التاج وقوة الشرطة

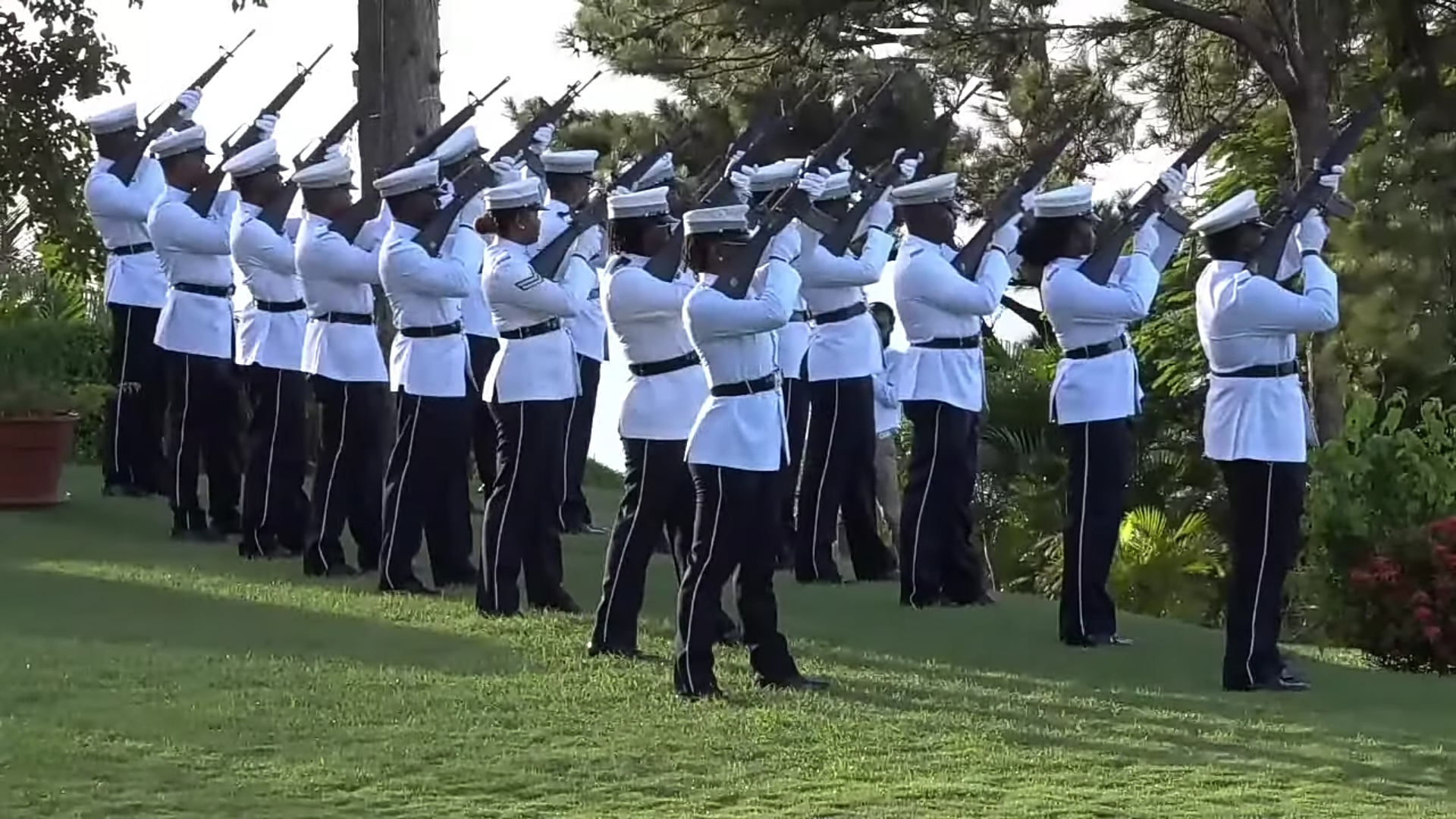
قوة الشرطة الملكية في سانت لوسيا تطلق 96 طلقة تحية في دار الحكومة، كاستريز، بعد وفاة إليزابيث الثانية، ملكة سانت لوسيا

تُعرف قوة الشرطة الوطنية في سانت لوسيا باسم "القوة الشرطية الملكية في سانت لوسيا".
يظهر تاج القديس إدوارد على شارات الشرطة ورتبها، مما يوضح أن الملكية هي مركز السلطة.
يجب على كل عضو في القوة الشرطية الملكية في سانت لوسيا أن يقسم بالولاء لملك سانت لوسيا عند تولي المنصب. بموجب قانون الشرطة في سانت لوسيا، يجب على كل ضابط شرطة أن يقدم الإعلان التالي عند تعيينه:

## الرموز الملكية في سانت لوسيا
الرمز الرئيسي للملكية في سانت لوسيا هو الملك نفسه. وبالتالي، يتم عرض صور مؤطرة له في المباني العامة والمكاتب الحكومية.
كما تظهر الملكة السابقة على الطوابع التذكارية لسانت لوسيا. يُستخدم التاج أيضًا لتوضيح الملكية كمصدر للسلطة، حيث يظهر على شارات ورتب قوة الشرطة، وعمال البريد، وضباط السجون، والقوة الشرطية الملكية في سانت لوسيا.

علم الحاكم العام لسانت لوسيا الذي يظهر تاج القديس إدوارد
شعار القوة الشرطية الملكية في سانت لوسيا الذي يظهر التاج
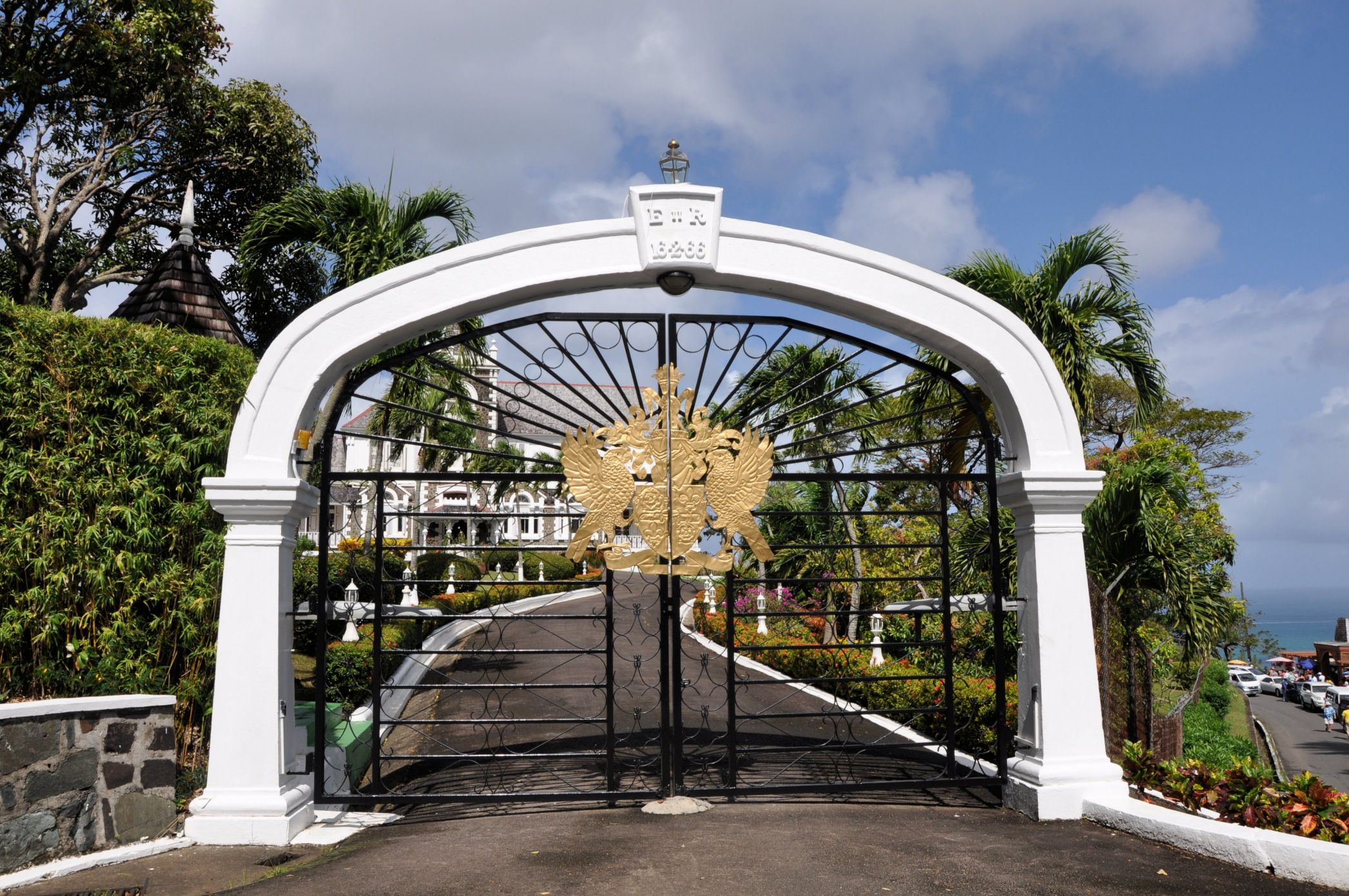
القوس فوق بوابات دار الحكومة الذي يحمل نقشًا يحيي ذكرى أول زيارة للملكة إلى سانت لوسيا في 16 فبراير 1966
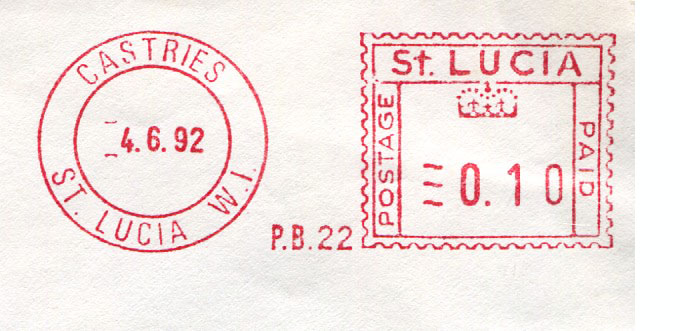
طابع بريدي لسانت لوسيا يظهر التاج

### الزيارات الملكية
قام العديد من أفراد العائلة المالكة بزيارة سانت لوسيا على مر السنين لتسليط الضوء على بعض اللحظات الرئيسية في تاريخ البلاد.
قامت الملكة إليزابيث الثانية بزيارتها الأولى إلى سانت لوسيا كجزء من جولتها الكاريبية عام 1966. وخلال زيارتها، افتتحت مركز وينبان للأبحاث الجديد. هي وزوجها، الأمير فيليب، دوق إدنبرة، سافروا على متن اليخت الملكي بريتانيا. تمت معاملتهم برقصات سانت لوسية تقليدية وعرض للألعاب النارية. في عام 1979، مثلت الأميرة ألكسندرا، السيدة أوغيلفي المحترمة الملكة في احتفالات الاستقلال. في عام 1985، وضعت الملكة حجر الأساس للمقر الجديد للصليب الأحمر وزارت دور رعاية المسنين والمدارس. كما زاروا مدرسة الفتيات المهنية حيث التقوا بأطفال مشاركين في برنامج جائزة دوق إدنبرة.
زار الأمير تشارلز، أمير ويلز، سانت لوسيا في عام 1989 للاحتفال بالذكرى العاشرة لهذه الاحتفالات. زار دوق إدنبرة في عام 1998 كرئيس لجائزة دوق إدنبرة. زار دوق يورك سانت لوسيا في عام 2004 للاحتفال بمرور 25 عامًا على استقلال الجزيرة. زار أمير ويلز ودوقة كورنوال في مارس 2008. في عام 2012، زار إيرل وكونتيسة وسكس البلاد للاحتفال باليوبيل الماسي للملكة، وشاركوا في احتفالات الذكرى السنوية للاستقلال. زار الأمير هاري في عام 2016، حيث شاهد مباراة كريكيت، وحضر سوقًا شعبية وزار مشاريع الحفاظ على البيئة. زار الأمير تشارلز، أمير ويلز، في عام 2019 للاحتفال بالذكرى الأربعين لاستقلال سانت لوسيا، وشاهد حفلًا واستعراضًا عسكريًا في كاستريز. زار إيرل وكونتيسة وسكس في أبريل 2022 للاحتفال باليوبيل البلاتيني للملكة. خلال الزيارة، حضرا قداسًا بمناسبة اليوبيل، وزيارة مورن فورتون، والتقيا بسكان سوفريير، والتقيا تلاميذ من ست مدارس منفصلة في سانت لوسيا.

### الرأي العام
أظهر استطلاع للرأي عام 2023 أن 56% يؤيدون الحفاظ على النظام الملكي، بينما يفضل 39% أن تصبح سانت لوسيا جمهورية.

## قائمة ملوك سانت لوسيا
| الصورة | الاسم الملكي (الميلاد–الوفاة) | فترة الحكم على سانت لوسيا | فترة الحكم على سانت لوسيا | الاسم الكامل           | الزوج/الزوجة   | العائلة المالكة |
| الصورة | الاسم الملكي (الميلاد–الوفاة) | البداية                   | النهاية                   | الاسم الكامل           | الزوج/الزوجة   | العائلة المالكة |
| --- | ----------------------------- | ------------------------- | ------------------------- | ---------------------- | -------------- | --------------- |
| | إليزابيث الثانية (1926–2022)  | 22 فبراير 1979            | 8 سبتمبر 2022             | إليزابيث ألكسندرا ماري | فيليب مونتباتن | وندسور          |
| الممثلون العامون: السير ألين مونتغمري لويس، بوسويل ويليامز، السير ستانيسلاوس أ. جيمس، السير جورج ماليت، دام بيرليت لويزي، السير نيفيل سيناك، إيرول تشارلز (بالإنابة) رؤساء الوزراء: السير جون كومبتون، ألان لويزي، وينستون سيناك، فون لويس، كيني أنتوني، ستيفنسون كينغ، ألين شاستانيه، فيليب ج. بيير | إليزابيث الثانية (1926–2022)  |                           |                           |                        |                |                 |
| | تشارلز الثالث (مواليد 1948)   | 8 سبتمبر 2022             | حتى الآن                  | تشارلز فيليب آرثر جورج | كاميلا شاند    | وندسور          |
| الممثلون العامون: إيرول تشارلز (بالإنابة) رؤساء الوزراء: فيليب ج. بيير | تشارلز الثالث (مواليد 1948)   |                           |                           |                        |                |                 |

## روابط خارجية
- سانت لوسيا على موقع العائلة المالكة
- مكتب الحاكم العام لسانت لوسيا